# Спондошин
Спондошин (пол. Spądoszyn) — село в Польщі, у гміні Сонськ Цехановського повіту Мазовецького воєводства.
Населення — 90 осіб (2011).
У 1975-1998 роках село належало до Цехановського воєводства.

## Демографія
Демографічна структура станом на 31 березня 2011 року:
|          | Загалом | Допрацездатний вік | Працездатний вік | Постпрацездатний вік |
| -------- | ------- | ------------------ | ---------------- | -------------------- |
| Чоловіки | 45      | 6                  | 33               | 6                    |
| Жінки    | 45      | 9                  | 20               | 16                   |
| Разом    | 90      | 15                 | 53               | 22                   |